# Teodoro Gutiérrez Calderón
Teodoro Gutiérrez Calderón (* 1890 in San Antonio del Táchira; † 15. Oktober 1958 in Bogotá) war ein kolumbianischer Lyriker und Schriftsteller.
Gutiérrez erwarb nach dem Schulbesuch in San Cayetano del Norte und Pamplona am Colegio Mayor de Nuestra Señora del Rosario in Bogotá, das von Rafael María Carrasquilla geleitet wurde, den Grad eines Bachelor. Danach studierte er an der Universidad Nacional Jura, ohne einen Abschluss zu erlangen.
Gutiérrez wurde als Satiriker und als Lyriker bekannt. Unter anderem schrieb er den Himno del Norte, die Hymne von Norte de Santander, die von José Rozo Contreras vertont wurde.

## Werke
- Flores de Almendro
- Suave Leyenda
- Himno del Norte
- El Elogio de la Ignorancia
- La Canción del Violín
- El Lugar Preferido
- El General Sandino
- Cúcuta de los Ensueños
- La Mujer de las Manos Cortadas

| Personendaten    | Personendaten                              |
| ---------------- | ------------------------------------------ |
| NAME             | Gutiérrez Calderón, Teodoro                |
| KURZBESCHREIBUNG | kolumbianischer Lyriker und Schriftsteller |
| GEBURTSDATUM     | 1890                                       |
| GEBURTSORT       | San Antonio del Táchira                    |
| STERBEDATUM      | 15. Oktober 1958                           |
| STERBEORT        | Bogotá                                     |